# أمينة (رسوم متحركة)
أمينة مسلسل رسوم متحركة فرنسي أنتج عام 1979 يتكون من 49 حلقة وكل حلقة مدتها 5 دقائق . تم دبلجة المسلسل للعربية .

## روابط خارجية
- IMDB entry on Émilie